# La Rage de vivre (film, 1959)
Pour les articles homonymes, voir La Rage de vivre (homonymie).
Pour plus de détails, voir Fiche technique et Distribution.
La Rage de vivre (Verbrechen nach Schulschluß) est un film policier ouest-allemand réalisé par Alfred Vohrer, sorti en 1959. Il est adapté du roman homonyme de Walter Ebert publié en 1956 dans le magazine Revue (de).
Un film de 1975 du même réalisateur porte le même titre original, Verbrechen nach Schulschluß. Ce film n'a cependant aucun lien avec celui-ci et s'intitule en français Crime après l'école (de).

## Fiche technique
Sauf indication contraire, les informations mentionnées dans cette section peuvent être confirmées par la base de données cinématographiques IMDb,  présente dans la section « Liens externes ».
- Titre original : Verbrechen nach Schulschluß
- Titre français : La Rage de vivre ou Les Désaxés ou Cœurs dans la boue ou Blousons noirs et blue jeans[2]
- Réalisateur : Alfred Vohrer
- Scénario : Harald G. Petersson
- Photographie : Kurt Hasse (de)
- Montage : Ira Oberberg
- Musique : Ernst Simon
- Producteur : Josef Wolf
- Sociétés de production : Ultra Film
- Pays de production :  Allemagne de l'Ouest
- Langue de tournage : allemand
- Format : Noir et blanc - 1,37:1 - Son mono - 35 mm
- Durée : 106 minutes (1h46)
- Genre : Film policier
- Dates de sortie :
  - Allemagne de l'Ouest : 24 juin 1959
  - France : 2 novembre 1960

## Distribution
- Peter van Eyck : Dr Knittel, le médecin de la prison
- Christian Wolff : Fabian König
- Heidi Brühl : Ulla Anders
- Corny Collins : Viola von Eikelberg
- Hans Nielsen : Dr Senftenberg, directeur du tribunal de grande instance
- Erica Beer : Erna Kallies
- Alice Treff (de) : Mme König
- Elsa Wagner: Mme Teichen
- Ingrid van Bergen: la bonne
- Richard Münch: M. König
- Bum Krüger (de) : l'auxiliaire de justice
- Joseph Offenbach: l'auxiliaire de justice
- Günther Jerschke (de) : l'avocat
- Claus Wilcke (de) : Günther Steppke, dit « Bimbo »
- Wolfgang Koch : Joachim von Eikelberg, dit « Teddy »
- Jörg Holm (de) : Jürgen Richter
- Walter Clemens : Horst Bregulla
- Rolf von Nauckhoff : l'enseignant
- Helmut Peine (de) : le directeur de l'école
- Max Walter Sieg (de) : le témoin
- Joachim Rake (de) : Dr Tierbach, l'enseignant